# Miguel Puga

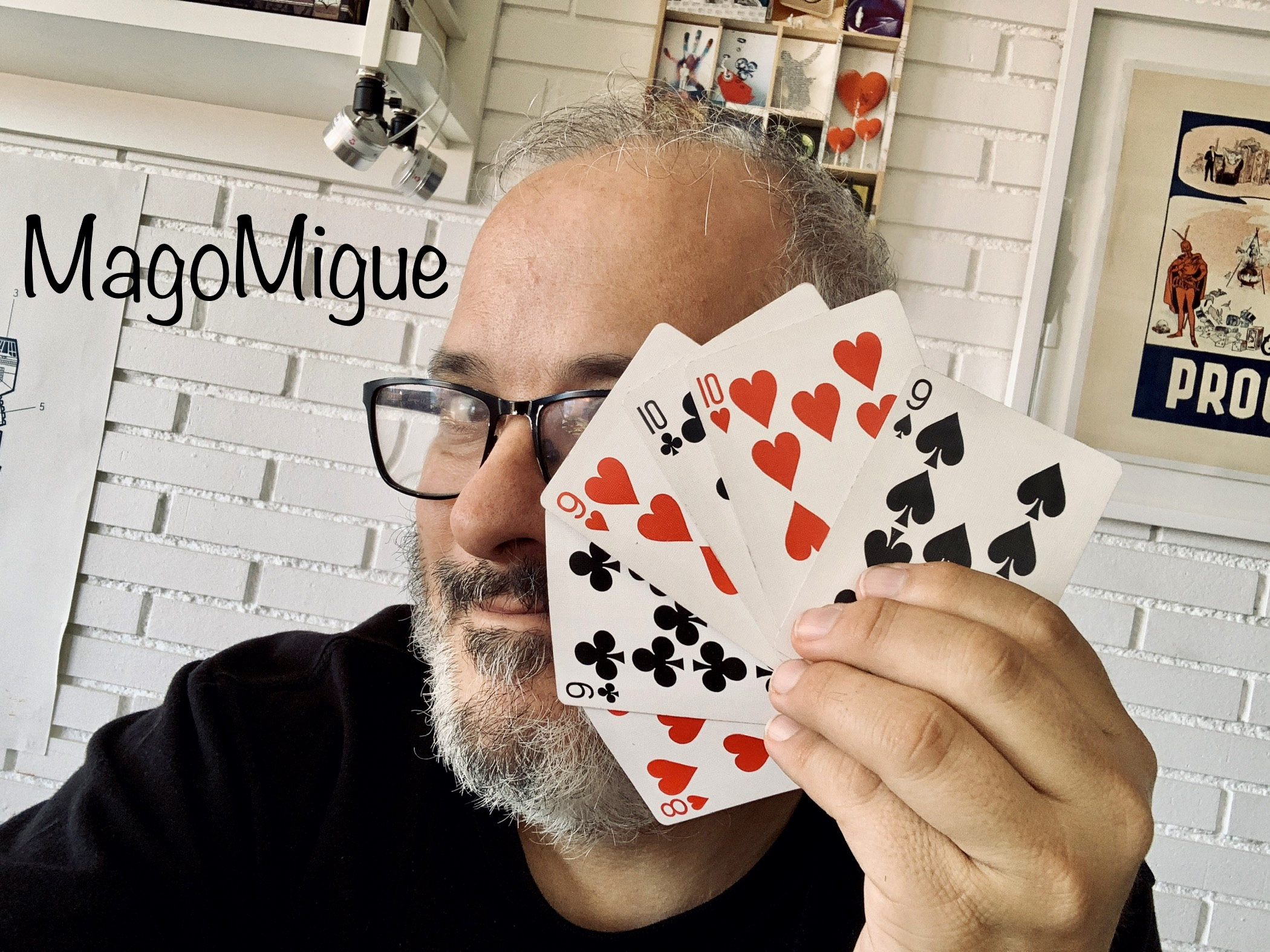

Miguel Puga (Granada, 8 de julio de 1968), conocido artísticamente como MagoMigue, es un ilusionista español.

## Biografía
Atraído desde niño por el mundo de la magia, siendo muy pequeño decide encauzar sus pasos profesionales hacia esa disciplina, siguiendo las enseñanzas de los maestros Arturo de Ascanio y Juan Tamariz. 
En un primer momento se forma también como actor, y entre 1985 y 1987 se integra en Compañía de Teatro Estable de Granada. En 1988 se traslada a Madrid, donde estudia Arte Dramático y Magisterio.
Entre los años 1988 y 1997 fue componente del grupo musical Los inhumanos, aportando efectos mágicos en sus conciertos. 
La popularidad le llega a través de la televisión. Su primera oportunidad viene a través de Telecinco, cadena en la que debuta ante la cámara colaborando como invitado en los programas Vip Guay y Vip Noche de Emilio Aragón. Más importante fue su experiencia en Antena 3, donde durante tres años, entre 1991 y 1994, compartió con Ana Chávarri las labores de presentación del programa infantil diario La merienda, en la que interpretaba el personaje de Profesor Lupilla y donde pudo mostrar sus habilidades como ilusionista. 
En los últimos años ha creado y dirigido varios espectáculos de lo que denomina "Arte Dramágico", shows de magia -que han girado por en distintos escenarios de países como China, EE. UU., Francia, Italia, Alemania, España, Corea del Sur, Chile, etc. - como En desconcierto (1997), ¿Dónde está la pelotita? (1998), Los Peores de España (1999), Magomiscelánea (2000), Tonto, marca registrada (2004) y Concierto para Baraja y Piano, opuspocus nº1 (2005). Además ha creado los espectáculos Magiaderías junto al actor Santi Rodríguez (2006), Alucine, el Cine por Arte de Magia (2010), M, el Maravillador (2014). En 2017 estrenó los espectáculos Magia de Bolsillo y Monólogos. En 2019, estrenó Invisible, la Magia No Existe, junto al actor Piñaki Gómez.

## Escuela, festival y divulgación
Ha editado el set de divulgación mágica MagoMigue Allegro. En Canal Sur televisión tiene una sección llamada Magia a ConCiencia, dentro del programa ConCiencia de la cadena. También colaboró en la película ¡Ja me maaten...! de Juan Muñoz (2000).
Hasta este momento, solo cuatro magos españoles han logrado el título a mejor mago del mundo en especialidad de cartomagia. Estos magos son Arturo de Ascanio, Juan Tamariz, Pepe Carrol, y en 2003 MagoMigue (Miguel Puga).
Es creador y director de la Escuela Andaluza de Artes Mágicas (EAM) en Granada.
También ideó y dirige desde el año 2002, el festival internacional HocusPocus Festival, un referente en Europa y pionero en la nueva manera de entender y transmitir el arte del ilusionismo. Sus características han sido adoptadas con naturalidad por el resto de eventos mágicos de España.

## Premios
- 1994, Madrid, Premio Ascanio o mago del año, Memorial Arturo de Ascanio
- 2000, Lisboa, Segundo premio mundial Cartomagia, FISM
- 2003, La Haya, Primer premio mundial Cartomagia, FISM
- 2015, Buffalo, "Doctor in magic", 4F Magic Convention

## Obra
- "MAGIA. Historias de la historia de la magia" Ed. Comares 2005;
- "Cuentos de Magia", coautor, Ed. Páginas de Espuma 2007.
- "Malvadeces", editorial Sonámbulos 2020;